# Kanton Mortrée
Mortrée is een voormalig kanton van het Franse departement Orne. Het kanton maakte deel uit van het arrondissement Argentan. Het werd opgeheven bij decreet van 25 februari 2014, met uitwerking op 22 maart 2015. De gemeenten werden toegevoegd aan het kanton Sées, met uitzondering van Boischampré dat werd opgenomen in het kanton Argentan-1.

## Gemeenten
Het kanton Mortrée omvatte de volgende gemeenten:
- Almenêches
- La Bellière
- Boischampré
- Boissei-la-Lande
- Le Château-d'Almenêches
- Francheville
- Marmouillé
- Médavy
- Montmerrei
- Mortrée (hoofdplaats)